# Дупљане (Владичин Хан)
Дупљане је насеље у Србији у општини Владичин Хан у Пчињском округу. Према попису из 2022. било је 56 становника (према попису из 2011. било је 108 становника).

## Тип села
Село је разбијеног типа. Село је подељено на неколико махала које се зову по главнијим родовима, на пример, Седларци, Ковачевци, Дејановци итд. Те махале су међусобно оштро издвојене. Дупљане су 1960. године имале 67 домова.

## Старине у селу
Потес Попово Орашје лежи у долини Козничке Реке. Тамо су налажени стари гробови. Мештани говоре, да су слушали од очева и дедова, како је „то гробље било од Џидова“. То си били „високи људи“. Они су се молили да не дође до њиховог саплитања, јер када би пали они би се изломили. Џидови сусе изгубили „кад је овде дошло данашње племе“.
На потесу Лисичје Дупке, приликом поплаве 1948. године вода је открила стари камени зид.
Назив Село односи се на једну мању депресију (рупу). Ту избија кладенац.

## Постанак села, историјат и привреда
По народној традицији, Дупљане и суседно село Ружић основани су у исто доба. Дупљане су основале три а Ружић седам досељених породица.
У Дупљану се налази заједничко гробље за три села, осим Ружића и део села Козница. Раније је у Дупљану било и гробље Манајла.
Сеоска слава Дупљана је Петковдан. Тада се слави на два места, код Вујине Чуке и код Реке. Раније се славило само на првом месту.
Постоји предање да је некада у Дупљану „била болест по говеда“. Тада су мештани нашли два вола и два брата близанца. Они су „заорали село“. После тога болест је нестала и „стока није липсавала“. Од тада су у Дупљану слави Петковдан.
Место Кућиште налази се на стеновитој падини близу Девојкиног Камена. У народу се говори, да су се ту некада крили Срби када су Турци пролазили кроз Грделичку Клисуру.
У народу се говори и о неком пролазу „Шкодрана“.
Како је већ речено, на атару Дупљана налази се каменолом Девојкин Камен (службени назив Момин Камен). Каменолом је прорадио у доба када је грађена железничка пруга кроз Грделичку Клисуру. После Првог светског рата рад у каменолому се знатно проширио док је највећи рад развио после Другог светског рата. Данас у њему ради велики број мушкараца из села Грделичке Клисуре, Дупљана, Џепа, Гариња, Копитарца, Љутежа, Мањака, Ружића, Кознице, Манајла, Кржинца, Теговишта, Мртвице, Јастребца, Дикаве, Урвича итд. Овде се налази Железничка станица Момин камен.

## Демографија
У насељу Дупљане живи 146 пунолетних становника, а просечна старост становништва износи 53,7 година (51,9 код мушкараца и 55,6 код жена). У насељу има 68 домаћинстава, а просечан број чланова по домаћинству је 2,37.
Ово насеље је великим делом насељено Србима (према попису из 2002. године), а у последња три пописа, примећен је пад у броју становника.
|  |

| Демографија | Демографија | Демографија |
| Година      | Становника  | Становника  |
| ----------- | ----------- | ----------- |
| 1948.       | 338         |             |
| 1953.       | 362         |             |
| 1961.       | 482         |             |
| 1971.       | 369         |             |
| 1981.       | 300         |             |
| 1991.       | 210         | 210         |
| 2002.       | 161         | 163         |
| 2011.       | 108         |             |
| 2022.       | 56          |             |

| Етнички састав према попису из 2002.‍ | Етнички састав према попису из 2002.‍ | Етнички састав према попису из 2002.‍ | Етнички састав према попису из 2002.‍ | Етнички састав према попису из 2002.‍ |
| ------------------------------------ | ------------------------------------ | ------------------------------------ | ------------------------------------ | ------------------------------------ |
|                                      |                                      |                                      |                                      |                                      |
| Срби                                 | Срби                                 |                                      | 159                                  | 98,75%                               |
| Црногорци                            | Црногорци                            |                                      | 1                                    | 0,62%                                |
| непознато                            | непознато                            |                                      | 0                                    | 0,0%                                 |

| Година пописа     | 1948. | 1953. | 1961. | 1971. | 1981. | 1991. | 2002. |
| ----------------- | ----- | ----- | ----- | ----- | ----- | ----- | ----- |
| Број домаћинстава | 67    | 64    | 139   | 86    | 85    | 74    | 68    |

| Број чланова      | 1  | 2  | 3 | 4 | 5 | 6 | 7 | 8 | 9 | 10 и више | Просек |
| ----------------- | -- | -- | - | - | - | - | - | - | - | --------- | ------ |
| Број домаћинстава | 17 | 30 | 8 | 7 | 4 | 2 | 0 | 0 | 0 | 0         | 2,37   |

| Пол    | Укупно | Неожењен/Неудата | Ожењен/Удата | Удовац/Удовица | Разведен/Разведена | Непознато |
| ------ | ------ | ---------------- | ------------ | -------------- | ------------------ | --------- |
| Мушки  | 79     | 18               | 52           | 9              | 0                  | 0         |
| Женски | 72     | 9                | 50           | 12             | 1                  | 0         |
| УКУПНО | 151    | 27               | 102          | 21             | 1                  | 0         |

| Пол    | Укупно                    | Пољопривреда, лов и шумарство | Рибарство                            | Вађење руде и камена | Прерађивачка индустрија       |
| ------ | ------------------------- | ----------------------------- | ------------------------------------ | -------------------- | ----------------------------- |
| Мушки  | 21                        | 1                             | 0                                    | 0                    | 6                             |
| Женски | 8                         | 1                             | 0                                    | 0                    | 1                             |
| УКУПНО | 29                        | 2                             | 0                                    | 0                    | 7                             |
| Пол    | Производња и снабдевање   | Грађевинарство                | Трговина                             | Хотели и ресторани   | Саобраћај, складиштење и везе |
| Мушки  | 0                         | 3                             | 1                                    | 0                    | 8                             |
| Женски | 0                         | 0                             | 2                                    | 0                    | 0                             |
| УКУПНО | 0                         | 3                             | 3                                    | 0                    | 8                             |
| Пол    | Финансијско посредовање   | Некретнине                    | Државна управа и одбрана             | Образовање           | Здравствени и социјални рад   |
| Мушки  | 0                         | 0                             | 1                                    | 0                    | 0                             |
| Женски | 1                         | 0                             | 2                                    | 1                    | 0                             |
| УКУПНО | 1                         | 0                             | 3                                    | 1                    | 0                             |
| Пол    | Остале услужне активности | Приватна домаћинства          | Екстериторијалне организације и тела | Непознато            | Непознато                     |
| Мушки  | 1                         | 0                             | 0                                    | 0                    | 0                             |
| Женски | 0                         | 0                             | 0                                    | 0                    | 0                             |
| УКУПНО | 1                         | 0                             | 0                                    | 0                    | 0                             |